# M2高速公路 (巴基斯坦)

M2高速公路（英語：M2），是巴基斯坦一條高速公路，連接東部城市拉合爾至首都伊斯蘭堡，並西接M1高速公路。全長367公里，1997年通車。